# Ammophila
Ammophila är ett släkte av bin som beskrevs av Kirby 1798. Ammophila ingår i familjen grävsteklar.

## Dottertaxa tillAmmophila, i alfabetisk ordning[1][2]
- Ammophila aberti
- Ammophila acuta
- Ammophila adelpha
- Ammophila aellos
- Ammophila afghanica
- Ammophila albotomentosa
- Ammophila altigena
- Ammophila aphrodite
- Ammophila apicalis
- Ammophila arabica
- Ammophila ardens
- Ammophila areolata
- Ammophila argyrocephala
- Ammophila arnaudi
- Ammophila arvensis
- Ammophila asiatica
- Ammophila assimilis
- Ammophila atripes
- Ammophila aucella
- Ammophila aurifera
- Ammophila azteca
- Ammophila barbara
- Ammophila barbarorum
- Ammophila basalis
- Ammophila bechuana
- Ammophila bella
- Ammophila bellula
- Ammophila beniniensis
- Ammophila boharti
- Ammophila bonaespei
- Ammophila borealis
- Ammophila braunsi
- Ammophila breviceps
- Ammophila brevipennis
- Ammophila californica
- Ammophila calva
- Ammophila campestris
- Ammophila caprella
- Ammophila cellularis
- Ammophila centralis
- Ammophila clavus
- Ammophila cleopatra
- Ammophila clypeola
- Ammophila coachella
- Ammophila conditor
- Ammophila confusa
- Ammophila conifera
- Ammophila cora
- Ammophila coronata
- Ammophila crassifemoralis
- Ammophila cybele
- Ammophila dantoni
- Ammophila dejecta
- Ammophila dentigera
- Ammophila deserticola
- Ammophila djaouak
- Ammophila dolichocephala
- Ammophila dolichodera
- Ammophila dubia
- Ammophila dysmica
- Ammophila elongata
- Ammophila erminea
- Ammophila evansi
- Ammophila exsecta
- Ammophila extremitata
- Ammophila eyrensis
- Ammophila femurrubra
- Ammophila fernaldi
- Ammophila ferrugineipes
- Ammophila ferruginosa
- Ammophila filata
- Ammophila formicoides
- Ammophila formosensis
- Ammophila ganquana
- Ammophila gaumeri
- Ammophila globifrontalis
- Ammophila gracilis
- Ammophila gracillima
- Ammophila guichardi
- Ammophila haimatosoma
- Ammophila harti
- Ammophila hemilauta
- Ammophila hermosa
- Ammophila heteroclypeola
- Ammophila hevans
- Ammophila heydeni
- Ammophila holosericea
- Ammophila honorei
- Ammophila horni
- Ammophila hungarica
- Ammophila hurdi
- Ammophila iliensis
- Ammophila imitator
- Ammophila induta
- Ammophila infesta
- Ammophila insignis
- Ammophila insolata
- Ammophila instabilis
- Ammophila juncea
- Ammophila kalaharica
- Ammophila karenae
- Ammophila kennedyi
- Ammophila koppenfelsii
- Ammophila laeviceps
- Ammophila laevicollis
- Ammophila laevigata
- Ammophila lampei
- Ammophila laticeps
- Ammophila lativalvis
- Ammophila leclercqi
- Ammophila leoparda
- Ammophila macra
- Ammophila marshi
- Ammophila mcclayi
- Ammophila mediata
- Ammophila menghaiana
- Ammophila meridionalis
- Ammophila mescalero
- Ammophila mimica
- Ammophila mitlaensis
- Ammophila modesta
- Ammophila moenkopi
- Ammophila monachi
- Ammophila mongolensis
- Ammophila murrayi
- Ammophila nancy
- Ammophila nasalis
- Ammophila nasuta
- Ammophila nearctica
- Ammophila nefertiti
- Ammophila nigricans
- Ammophila nitida
- Ammophila novita
- Ammophila obliquestriolae
- Ammophila obscura
- Ammophila occipitalis
- Ammophila pachythoracalis
- Ammophila parapolita
- Ammophila parkeri
- Ammophila peckhami
- Ammophila peringueyi
- Ammophila philomela
- Ammophila picipes
- Ammophila pictipennis
- Ammophila pilimarginata
- Ammophila placida
- Ammophila planicollaris
- Ammophila platensis
- Ammophila poecilocnemis
- Ammophila polita
- Ammophila procera
- Ammophila producticollis
- Ammophila proxima
- Ammophila pruinosa
- Ammophila pseudoheydeni
- Ammophila pseudonasuta
- Ammophila pubescens
- Ammophila pulawskii
- Ammophila punctata
- Ammophila punctaticeps
- Ammophila punti
- Ammophila regina
- Ammophila roborovskyi
- Ammophila rubigegen
- Ammophila rubiginosa
- Ammophila rubripes
- Ammophila ruficollis
- Ammophila ruficosta
- Ammophila rufipes
- Ammophila rugicollis
- Ammophila sabulosa
- Ammophila sarekandana
- Ammophila sareptana
- Ammophila saussurei
- Ammophila separanda
- Ammophila shoshone
- Ammophila sickmanni
- Ammophila silvestris
- Ammophila sinensis
- Ammophila sjoestedti
- Ammophila smithii
- Ammophila stangei
- Ammophila strenua
- Ammophila striata
- Ammophila strumosa
- Ammophila subassimilis
- Ammophila tekkensis
- Ammophila terminata
- Ammophila tsunekii
- Ammophila tuberculiscutis
- Ammophila tyrannica
- Ammophila unita
- Ammophila untumoris
- Ammophila urnaria
- Ammophila wahlbergi
- Ammophila varipes
- Ammophila vetuberosa
- Ammophila wrightii
- Ammophila vulcania
- Ammophila xinjiangana
- Ammophila zanthoptera